# همه چیزی که برای کریسمس می‌خواهم (فیلم)
همه چیزی که برای کریسمس می‌خواهم (انگلیسی: All I Want for Christmas) فیلمی در ژانر کمدی رمانتیک به کارگردانی رابرت لیبرمن است که در سال ۱۹۹۱ منتشر شد.

## بازیگران
- تورا برچ
- ایتان امبری
- هارلی جین کوزک
- جیمی شریدن
- لورن باکال
- لسلی نیلسن
- کوین نیلن
- آندره‌آ مارتین
- رینی تیلور
- جاش کیتون
- اریک ون دتن
- اسکات ولف
- هریت وایت